# Blake Bell
Blake M. Bell (Wichita, 7 agosto 1991) è un giocatore di football americano statunitense che milita nel ruolo di tight end per i Kansas City Chiefs della National Football League (NFL).

## Carriera

### San Francisco 49ers
Dopo avere giocato al college a football ad Oklahoma, Bell fu scelto nel corso del quarto giro (117º assoluto) del Draft NFL 2015 dai San Francisco 49ers. Debuttò come professionista subentrando nella gara del primo turno contro i Minnesota Vikings senza ricevere alcun passaggio. La prima gara come titolare la disputò nella settimana 5 contro i New York Giants, chiudendo la sua prima annata con 15 ricezioni per 186 yard in 14 presenze.

### Kansas City Chiefs
Nel 2019 Bell firmò con i Kansas City Chiefs. Il 2 febbraio 2020 scese in campo nel Super Bowl LIV contro i San Francisco 49ers che i Chiefs vinsero per 31-20, conquistando il primo titolo dopo cinquant'anni. Nella finalissima ricevette un passaggio da 9 yard.

### Dallas Cowboys
Il 25 marzo 2020, Bell, firmò con i Dallas Cowboys.

### Kansas City Chiefs (2º giro)
Il 18 marzo 2021 Bell rifirmò per i Chiefs un contratto annuale. Il 24 marzo 2022 Bell firmò ancora per un altro anno con i Chiefs. Nella stagione 2022 vinse il suo secondo Super Bowl con i Chiefs che si imposero 38-35 sui Philadelphia Eagles nel Super Bowl LVII.

## Palmarès
- Super Bowl : 3

Kansas City Chiefs: LIV, LVII, LVIII
- American Football Conference Championship: 4

Kansas City Chiefs: 2019, 2020, 2022, 2023